# Krestetsky (huyện)
Huyện Krestetsky (tiếng Nga: ? райо́н) là một huyện hành chính tự quản (raion), của Tỉnh Novgorod, Nga. Huyện có diện tích 2742 km², dân số thời điểm ngày 1 tháng 1 năm 2000 là 16200 người. Trung tâm của huyện đóng ở Kresttsy.